# Storožynec
Storožynec (ukrajinsky Сторожинець; rumunsky Storojineţ; rusky Сторожинец, Storožiněc) je město v ukrajinské části Bukoviny. Přestože má jen přibližně 14 tisíc obyvatel (Ukrajinci a Rumuni), je druhým největším městem Černovické oblasti. V roce 2022 mělo 14 077 obyvatel. Od hlavního města oblasti Černovic je vzdálen 22 km jihozápadním směrem. Po administrativně-teritoriální reformě v červenci 2020 patří do nově vzniklého Černovického rajónu, do té doby bylo centrem Storožyneckého rajónu. Leží v širokém údolí řeky Siret v nadmořské výšce 366 m.
První písemná zmínka pochází z roku 1448, kdy byl okolní kraj součástí Moldavského knížectví. Od roku 1775 až do roku 1918 byl součástí Rakouského císařství, mezi válkami patřil tzv. Velkému Rumunsku, od r. 1944 Ukrajinské SSR, od r. 1991 Ukrajině. Roku 1886 sem byla přivedena železnice Hlyboka–Berehomet, dnes velmi málo frekventovaná. Rok 1904 ve znaku odkazuje na přiznání městských práv. Nejvýznamnější pamětihodností je místní dendrologický park, založený roku 1912.
Den města se slaví třetí květnovou neděli.